# Itzhak Katzenelson
Itzhak Katznelson (Karėličy, 1º  luglio 1886 – campo di concentramento di Auschwitz, 1º maggio 1944) è stato un poeta polacco di origine ebraica, vittima dell'Olocausto.
Itzhak Katzenelson (ebraico: יצחק קצנלסון, yiddish: (יצחק קאַצ(ע)נעלסאָן(זון; anche trascritto Icchak-Lejb Kacenelson, Jizchak Katzenelson; Yitzhok Katznelson) (1 luglio 1886 – 1º maggio 1944) era un insegnante ebreo, poeta e drammaturgo. Nacque nel 1886 a Karėličy e fu ucciso il 1º maggio 1944 ad Auschwitz.

## Biografia
Itzhak Katzenelson nasce nei pressi di Minsk, Bielorussia, da una famiglia di rabbini. La famiglia si trasferisce nella città industriale di Lodz, Polonia dove Itzhak cresce, si forma e si sposa. Dopo una carriera da insegnante, nel settembre 1939, con l'invasione nazista, cerca la salvezza nella città di Varsavia. Comprende subito quali sono le intenzioni  degli invasori nei confronti degli ebrei. Dall'ottobre 1940 è rinchiuso nel Ghetto dove è testimone del progressivo annientamento del suo popolo. In una retata nazista il 14 agosto 1942 perde la moglie Hanna Rabinovitch e i suoi due figli piccoli Bension di 14 anni e Yamele di 11, deportati a Treblinka. Resta nascosto nel Ghetto insieme al suo figlio più grande Tzvì. Aderisce all'organizzazione partigiana interna. Dopo l'insurrezione del Ghetto di Varsavia del gennaio 1943 nell'aprile è aiutato dai suoi stessi compagni a fuggire per portare testimonianza di ciò che sta succedendo perché è importante che qualcuno lo racconti.
Esce dalla Polonia con un documento falso dell'Honduras ma poi riconosciuto come vero dalla stessa ambasciata honduregna in Francia. Arriva a Vittel, sui Vosgi nel nord est della Francia nell'ottobre 1943, in attesa di un espatrio, autorizzazione che non arriverà mai. Vittel era un luogo d’internamento diretto dalla Gestapo, consistente in un complesso di alberghi in una zona residenziale, recintato da doppio filo spinato, che godeva della protezione della Croce Rossa Internazionale, destinato ai prigionieri di guerra inglesi e americani e ai civili, cittadini stranieri, i cui Paesi erano in guerra con la Germania.
Nella primavera 1944 Isac cinquantottenne e suo figlio diciottenne sono caricati in un treno diretto a Oshventshim, Auschwitz. Verranno uccisi con il gas appena giunti, probabilmente il 3 maggio 1944.
Katzenelson comincia la sua carriera letteraria nel 1904. Scrive in Yiddish le sue prime opere Spector's Yidishe Folkstsaytung e Peretz' Yidishe Bibliotek, e in Ebraico Ha-Dor. Durante la persecuzione nazista continua a scrivere per tenere alto il morale della sua gente e in particolare dei bambini. Molti dei suoi componimenti saranno messi in musica e diventeranno parte del folclore ebraico. Tra i suoi componimenti troviamo testi teatrali, poemi, prosa e poesia. La sua opera considerata più importante è il poema drammatico Ha-Navi, Il profeta, del 1922. I suoi lavori sono stati pubblicati in ebraico in tre volumi in un'opera omnia postuma. 

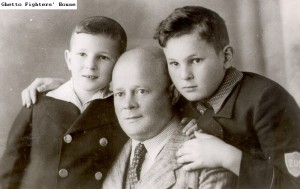
Yitzhak Katzenelson con due dei suoi tre figli

## Il Canto
In due mesi scrive in Yiddish Dos Lid, Il Canto. Titolo originale Dos lid fun oysgehargetn yidishn folk. Dal manoscritto si ricavano le date di composizione: iniziato il 3 ottobre del 1943, terminato il 17 gennaio 1944.
Scrive il suo testo in una carta rimediata e lo infila dentro a tre bottiglie che sotterra vicino a un albero lungo la recinzione di filo spinato. La compagna di prigionia, Miriam Novitch, che lo aveva spinto a scrivere e che conosceva il luogo di sepoltura del manoscritto, sopravvissuta, una volta finita la guerra lo pubblicherà a Parigi già nel 1945.
Dice di questa raccolta di poesie Primo Levi: "davanti al 'cantare' di Isacco Katzenelson ogni lettore non può che arrestarsi turbato e reverente. Non è paragonabile ad alcun'altra opera nella storia di tutte le letterature: è la voce di un morituro, uno fra centinaia di migliaia di morituri, atrocemente consapevole del suo destino singolo e del destino del suo popolo. Non del destino lontano, ma di quello imminente: Katzenelson scrive e canta dal mezzo della strage, la morte tedesca si aggira intorno a lui, ha già compiuto il massacro più che a metà ma la misura non è ancora colma, non c'è tregua, non c'è respiro; sta per colpire ancora e ancora, fino all'ultimo vecchio e all'ultimo bambino, fino alla fine di tutto. Che in queste condizioni e in questo stato d'animo il morituro canti, e si riveli poeta, ci lascia frementi di esecrazione e di esaltazione insieme." 
Il canto è stato scritto durante la tragedia, mentre era in funzione Auschwitz, e non dopo. E' poesia, spesso altissima, una poesia di atroce durezza, quasi insostenibile, un grido di dolore che potrebbe essere stato strappato a Giobbe, e che ruota intorno a una grande domanda, forse la più grande: "come è possibile che gli Dei del cielo abbiano permesso tutto questo? Che Dio può essere quello che ha lasciato sterminare un intero popolo, e i suoi figli innocenti? Ciascuno dei miei bimbi ammazzati può essere il loro Dio!". E' il grido più alto uscito dalla tragedia della Shoà. Il poema racconta dell'annientamento degli ebrei polacchi, della deportazione e dei treni evocati come soggetto personificato della deportazione, fino all'incendio del Ghetto. Racconta della vitalità e insieme del grande vuoto che resta dopo che quel popolo è stato annientato. Katzenelson racconta la cronaca della deportazione, della ribellione del Ghetto, dello sterminio, delle uccisioni, sotto un cielo indifferente.
“Il mondo - confida a Miriam Novitch – deve conoscere la nostra tragedia, neanche una goccia delle nostre sofferenze deve andare persa, si deve urlare la nostra accusa!".  L’ultimo urlo è in yiddish, hatihie' na?: vivranno? E' la domanda di Dio a Ezechiele (Ez. 18). Nella Bibbia Ezechiele risponde: "Queste ossa sono tutta la casa di Israele” (Ez. 37,3)
Il poema è costituito da quindici canti, ognuno dei quali è composto da quindici quartine nell'originale rime ABAB, per un totale di novecento versi.
Il canto fa parte della cosiddetta “letteratura della distruzione”, filone presente in tutta la tradizione ebraica che risale ai testi biblici (ad esempio, il Salmo 137, noto come il “Canto dell’esiliato”), per arrivare alle opere di ebrei spagnoli ai tempi dell’espulsione dalla Spagna, fino alle poesie di Hayyim Nahman Bialik sui pogrom e alla letteratura legata alla Shoah.
La prima parte del Canto è legata a episodi biblici, quali l’esilio babilonese, e a figure come Mosè, Isaia, Geremia, investiti di una missione che non si sentono in grado di portare a termine, e in particolare a Ezechiele che nella valle delle ossa aride può sperare nel rinnovamento dell’alleanza con Dio. Segue la catastrofe personale e collettiva, i milioni di morti, la tragedia dei bambini.
In italiano ha avuto tre versioni. La prima non del tutto completa di Fausta Beltrami Segrè e di Miriam Novitch del 1966 (Il canto del Popolo Ebreo Massacrato, Amici di Lohamei Haghettaoth, Nizza) con una prolusione di Primo Levi; la seconda di Daniel Vogelmann e Sigrid Sohn del 1995 (Il canto del popolo ebraico massacrato, Giuntina editore, Firenze); la terza di Erri De Luca dal 2009 (Canto del popolo yiddish messo a morte, Mondadori, Mi).

## Opere
- Vittel Diary (22.v.43 – 16.9.43), Israele: Museo dei Combattenti dei Ghetti, 1964. Tradotto dall'ebraico dal Dott. Myer Cohen; include note biografiche e un'appendice dei termini e dei nomi di luogo.
- Il canto del popolo ebreo massacrato, trad. di Fausta Beltrami- Segrè e Miriam Novitch, introd. di Primo Levi, CDEC 1977.
- Il canto del popolo ebraico massacrato, introd. e note di Sigrid Sohn, Giuntina, Firenze 1995 (con testo yiddish a fronte).
- Il Canto del popolo ebraico massacrato, Francia: Bibliothèque Medem, 2005. Edizione Yiddish-Francese, traduzione in francese di Batia Baum, introduzione di Rachel Ertel.